# Gödöllői pároztató kaptár
A méhészetben az anyátlanná vált termelő nagy családok nem fogadják szívesen a nem párzott anyát. Sokkal szívesebben látják a kis családok, és a nyílt fiasítás nélküli rajok. Ezt használják ki a méhészek a méhanyák pároztatására. Előnyük még, hogy az anyák kevésbé tévednek el, és betelepítésükhöz kevés nép kell. Hátrányuk, hogy sokkal jobban kell védeni az időjárástól, és etetni is kell, mert a kis család enélkül kihalna.
A gödöllői pároztató kis méretű. Jellegzetességei a következők:
- etetője alul van
- az anyásító kalitka betolható a röpnyíláson
- bővíthető
- szükség esetén kiszűri a heréket az ellenőrzött pároztatás érdekében

## Szerkezete
A gödöllői pároztató 3 kis lépet tartalmaz, amelyek együtt megfelelnek az országos kaptár kis keretének. A kis kaptár bővíthető, a toldalékok egyenként az országos kaptárba illő keretek felének felelnek meg, így a család folytathatja az építést. A bővítést támogatja az is, hogy a keretek alul nyitottak. Toldalékok nélkül kocka alakú, hogy a család közel gömb alakot vehessen fel benne. A keretek hajlékony bőr fedőjükkel együtt kivehetők és széthajtogathatók.
A kis kaptárban alul van hely az etetőnek, de fent is lehet etetni a felső lécek között, így a méheknek nem kell lemászniuk. A fenékre cukorlepényt borítanak, és papírral fedik be. A méhek szétrágják a papírt, így hozzáférnek a táplálékhoz.
Homlokzatán felül van a röpnyílás, alatta anyásító nyílás és rostaszövetes szellőző található. Ezeket választóléc határolja, itt dugható be az anyásító kalitka. A nyílások tolókával nyithatók és csukhatók. Mozgatását a vezető vájatos lécek nagy csavarjai teszik lehetővé. Ez a röpdeszka szerepét is betölti.
A peremes fenék két részre tagolódik, egy nagyobbra, ahova a méhek önthetők, és egy kisebbre, ami az etető helye. A nagyobb részt anyarács fedi a herék kiszűrése érdekében. A kiszűrt herék szobában kiengedhetők. A dolgozók átmásznak az anyarácson, és fent fürtbe húzódnak. Ha helyben marad, akkor az anyarács kivehető.

## Felszerelése
Hogy alkalmat adjon a méhész a kis családnak az építésre, nem teljes lépecskéket tesz be nekik. A keretekbe 1 cm széles csíkot tesz középbarna lépből, vagy 4 mm vastag viaszlemezből szab csíkot. Ez olvadt viaszból nedves deszkával mártogatható.
Az alsó etetőt megtölti fél kg cukorlepénnyel. Szilárd eleség, tehát nem kell úszódeszka bele, és rablástól sem kell tartani. Lassan fogyasztják el.
A felső etetőt is be kell rendezni. A felső keretlécek közé hüvelyujj vastag mézes-cukros lépdarabot tesz.
Ezzel a kis kaptár betelepítésre kész.

## Betelepítése
A betelepítéshez fiatal többség kell. Az idős méhek hazaszállnak, nem maradnak a kis pároztatóban. A méheket üres ládába, kosárba vagy kasba rázzák, megvárják, amíg az idősebbek elrepülnek, majd megpermetezik vízzel. Ezt többször a földhöz ütik, majd merőkanállal meregetik a méheket a kis kaptárokba. A gödöllői pároztatóhoz 1/3 liter méh kell.
Ha helyben marad, akkor feltolják a tolókát, ezzel zárják a röpnyílást, és a szellőztetőt kinyitják. Ezután fejjel lefelé fordítják, az alját leveszik, és belemerik a méheket, végül visszateszik a talpát, és visszafordítják.
Ha pároztató telepre viszik, akkor ki kell szűrni az otthoni heréket, ezért kell az anyarács, és seprőpajzsra is szükség van. A kis kaptárokat egymás mellé állítják, és felső részüket hátrahúzzák úgy, hogy az aljukból csak az etető legyen takarva. Ehhez a felső részt hátulról megfelelő magasságú léccel meg kell támasztani. Az anyarácsoknak alul a fenék peremének hasítékaiba kell kapaszkodniuk, fölül a fészekhez kell érniük.
Most a seprőpajzsot a besöprő részhez támasztják, és belemerik a méheket, akik belehullanak a fenékrészbe. Ezután a kaptár összetolható. Az anyarács rácsukódik a méhekkel teli részhez, így onnan a herék nem tudnak kijönni, és elpusztulhatnak. Szokás előzetesen szűrni a méheket, akár egyenként kiválogatva a heréket, akár a teljes méhtömeget átszűrik szűrőládában, vagy az eredeti nagy kaptárban az anyarácsot felhasználva.
A szűrés egy további módja a betelepítéskori szűrés anyarácsos seprőgarattal. Ennél egyszerűbb és gyorsabb megoldás, ha maga a pároztató szűr. Egyes országokban vegyszerrel kábítják a méheket, hogy ne repüljenek, másszanak szét, vagy ne használják a fullánkjukat.

## Az anyák beadása
A kis családokat hűvös és sötét helyre viszik néhány órára, például pincézik. Ezalatt a méhek megérzik, hogy nincs anya. Az anyát 3-4 óra múlva kell beadni az anyásító nyíláson a fedél felbillentésével. Nem szabad túl sokat várni, különben már nem fogják olyan szívesen fogadni az anyát. A kalitkát úgy kell betolni, hogy a függesztőszeg a választóléc hasítékába kerüljön. Ezután a tolókát visszatolják, és a fedelet is visszateszik.
Vigyázni kell az anyásító dugóban levő pép mennyiségére. Ne legyen benne annyi, mint a nagy családoknál, különben csak a kihelyezés utánra szabadul az anya, és a pároztató népe a nagy kaptárokba kéredzkedik be. A pépréteg 4 mm legyen. Ezután már tovább bent kell tartani őket, hogy összeszokjanak. Ha nyugtalanok és erősen zúgolódnak, akkor a rostaszöveten át finom permetben vizet kell permetezni.

## Bölcső beadása
A bölcső beadása egyszerűbb és természetesebb, viszont nem nagyon tudja melengetni a kis pároztató népe, és az anya megfestése is nehezebb, mint ha kalitkában kelt volna. Ezért csak keléshez közeli bölcső adható be, és a pároztatóba is több méhet kell merni.
A bölcsőtartó anyásító dugó lyukához parafa dugót illesztenek, és ehhez 7 cm-es keretlécet szegeznek. Ennek másik végébe függesztőszeget ütnek. Ezután ez az egész betolható az anyásító nyíláson, majd a bölcső függőleges helyzetbe fordítható.

## Felállítás a szabadban
A pároztatókat a betelepítés utáni nap estéjén lehet legkorábban kihelyezni. Csak este tehetők ki. Az anyák tájékozódását segíti, ha különböző magasságban vannak, és különböző irányba néznek. További segítség, ha kisebb csoportokban helyezik el őket, és nem kerülnek a nagy családok útjába. Ez a rablás veszélyét is csökkenti. Védeni kell az időjárás viszontagságaitól: az erős napsütéstől és az erős széltől.

## További kezelés otthon
Kihelyezésük után a pároztatókat időnként ellenőrizni kell.
A kalitkát a kihelyezés utáni napon ki lehet húzni. Ha még nem szabadították ki az anyát, akkor még egy napra vissza kell tenni. Így több hely marad az építkezésre. A kalitka elvétele után meg lehet nézni a kis családot. Ezután csak a napi párzási időszakon kívül, tehát 10-11 óra előtt vagy 17 óra után szabad vizsgálni, hogy a méhész ne zavarja a párzást.
Az építkezés vizsgálata alapján tájékozódni lehet a család állapotáról. Ha elölről vagy alulról néznek bele, akkor az építés zavartalanul folytatódik. A gyenge építésnek több oka lehet, például túl kevesen vannak, elveszett az anya, vagy kevés az élelem. Az anyátlanságra az is utal, hogy nem tömörülnek szorosan fürtbe, és keskeny nyelveket húznak a lépekre, vagy anyabölcsőt kezdenek.
A petézést legkorábban a tizedik napon érdemes megvizsgálni. Ezt később többször is ellenőrizni kell. Vigyázni kell, mert az anya előtt álanyák petézhetnek, tehát nem kell azt hinni, hogy a párzás sikertelen volt, ha púpos fedelű sejtek találhatók. A lapos fedél viszont jó jel. Ezután a kijáró vízszintes anyaráccsal védhető, hogy a család meg ne szökjön, és a virágport is be tudják hordani. Ha a párzás késik, vagy nem lehet azonnal felhasználni az anyát, akkor a kis kaptárt akár többször is meg lehet toldani.
A fészek felbillentésével megnézhető, hogy még mennyi eleség van, amit szükség szerint pótolni is kell.

## További kezelés pároztató telepen
A pároztatót az anya kiszabadulása után lehet az állomásra szállítani. Ha posta szállítja, akkor jelezni kell, hogy élő méhek vannak a csomagban. Figyelembe kell venni azt is, hogy a posta a hétvégeken várakoztatni szokta a csomagokat.
A telepen kézhez vétel után ellenőrzik az anyarácsot. Ha nincs meg, akkor visszaadják. Ha van, akkor átveszik annak kezelését, és az otthonihoz hasonlóan folytatják.
A rács alatt maradt heréket kiengedik. Ha korán engedik ki, akkor szobába viszik a pároztatót, de 4-5 nap múlva már szabadban is kiengedhetők, mert addigra már nincs erejük a repüléshez.
Szoktak használni egy lépes üvegfalú kaptárt is, ahol az üvegen át megszemlélve próbálják vizsgálni, hogy van-e benne here. Ha a méhek nem terülnek szét a lépen, akkor az eredmény bizonytalan. Más kaptárak esetén csak abban bízhatnak, hogy a méhész jól megszűrte a méheket.

## A pároztató felhasználása
Egy pároztatóban egymás után több anya pároztatását is el lehet végezni. Ha a herék ki voltak szűrve, akkor akár pároztató állomáson is többször használható, mert a fiatal anyák nem szaporítanak herét. Mivel a kis család nem élné túl a telet a pároztatóban, azt fel kell oszlatni legkésőbb a méhek párzási időszaka végén.
Miután eladták vagy felhasználták az utolsó anyát, a következőképpen oldják meg a nép sorsát:
Ha kevés a pároztató, akkor a néppel egy kis családot erősítenek. A lépeket vagy kiolvasztják, vagy egy keretbe összerakva beadják egy családnak a benne levő fiasítás felnevelésére.
Egy másik megoldás, ha az anyásítást egyesítéssel kötik össze. A pároztatót oda teszik a nagy kaptárban, ahol van hely, és alját újságpapírral helyettesítik. Ha felül van hely, akkor nem kell elforgatni, de ha oldalt van hely, akkor oldalra fordítják úgy, hogy a papír a nagy család felé nézzen. A pároztatón a kijárót bezárják.
Ha sok a pároztató, akkor a betelepítéshez hasonlóan kinyitják a szellőzőt, és pincézik a pároztatókat. Naponta egyszer víz befecskendezésével itatnak. A pincézés négy napig tart. Ezután az anyabölcsőket leszedik, és miután megfüstölték a méheket, egy gyenge család felerősítésére használják őket. A pároztató lépjeit a mézkamrában helyezik el úgy, hogy az alsó sor lépjei fölfelé, a felső sor lépjei lefele nézzenek. Miután kikelt belőle a fiasítás, a lépecskék elvehetők és kiolvaszthatók.
Egy másik megoldás, ha a kis családokból söpört rajt készítenek. Ha a régi telepen maradnak, akkor szintén pincézni kell. A söpört raj etetésre és itatásra szorul.

## Újratelepítés
A pároztatóban az utánpótlást a fiatal anyák utódai biztosítják. Ha az anyát túl gyorsan használják fel, akkor utánpótlás hiányában a nép megöregszik, és már nem fogadja olyan szívesen az új anyát. Ekkor a pároztatót új méhekkel kell betelepíteni. Ha a régi méhek maradnak, akkor is visszametszik a lépeket, hogy legyen hely építéshez.

## Megszökés
Ha túl sok a zavaró tényező, vagy kevés az élelme, akkor a kis család megszökhet. A szökés megelőzésére a következőkre kell figyelni:
- Fiatal többség
- Megfelelő mennyiségű méh
- Az anyásítás után elég ideig legyenek összezárva
- Már kezdetben fürtbe húzódhassanak
- Bőséget érezzenek
- Legyen alkalmuk építeni
- A kaptárt csak esete helyezzék ki
- Védett legyen az időjárás viszontagságaitól és a hangyáktól